# Тень (фильм, 2018)
«Тень» (кит. 影, пиньинь Yǐng) — исторический фильм китайского режиссёра Чжан Имоу. Премьера фильма состоялась на 75-м Венецианском кинофестивале в сентябре 2018 года. В российский прокат лента вышла 7 марта 2019 года.

## Сюжет
Действие фильма разворачивается в эпоху Троецарствия. В центре сюжета Тень, а именно двойник, специально обученный для защиты правящей элиты.
В Эпоху Троецарствия генерал Ян Цан, из могущественного царства Янь, в личном поединке победил Цзы Юя, командующего войсками царства Пэй. По условиям поединка Царство Пэй проиграло войну, а затем заключило унизительный мир с Янь, и согласилось стать младшим союзником. В залог повиновения Янь оккупировало исконно пэйский город Цзин.
Сюжет начинается с того, что командующий войсками Пэй, генерал Цзы Юй, жаждущий реванша, предпринял самовольные шаги для обострения ситуации между царствами. Самовольно он вновь вызвал на бой Яньского генерала Ян Цана с условием, что победитель схватки навсегда получает контроль над спорным городом. Узнав об этом, правитель царства Пэй Пэй Лян отправляет его в отставку и посылает своего министра сгладить конфликт и уладить дело. Пэй Лян ради сохранения мира идет на постоянные унизительные уступки царству Янь и ради сохранения трона готов пожертвовать всем.
В действительности, бывший командующий войсками Пэй Цзы Юй так и не оправился от ран, полученных в бою с Ян Цаном. Он прячется в пещере и разрабатывает планы возвращения города Цзин. В жизни и в делах его замещает Цзин Чжоу, двойник, воспитанный в его семье в качестве подменыша. Исходя из договоренности с генералом Ян Цаном о повторном поединке, он обучает его приемам рукопашного боя и готовит к схватке с Ян Цаном вместо себя. Жена военачальника Сяо Ай в курсе планов мужа и помогает ему готовить двойника. Анализируя стиль единоборства, она предлагает новую технику боя, основанную на виртуозном владении металлическим зонтиком к которой Ян Цан не готов. Сам двойник страдает от безответной любви к жене своего хозяина, и только поэтому участвует в авантюре. Также в случае успеха ему обещано освобождение и встреча с матерью живущей в оккупированном городе. Дополнительно отставной военачальник втайне готовит отряд наемников, обучая их новому стилю борьбы с помощью зонтов.
Чтобы загладить возможный конфликт с царством Янь Пэй Лян предлагает свою сестру в жены сыну Яна Цана. Тот соглашается взять принцессу Пэй только в качестве наложницы. Пэй Лян соглашается и на это. Узнав о таком позоре, заместитель Цзы Юя со скандалом подает в отставку и присоединяется к отряду наемников.
Успокоенные покорностью Пэй Ляна, генерал Ян Цан и его сын снимают войска из города и отправляют их далеко на границу, оставив в городе небольшой гарнизон и веря в свою технику боя "трех ударов", способную сокрушить любого поединщика.
В назначенное время корабль Пэй причаливает к городу Цзин. Двойник вызывает генерала Ян Цана на поединок, а отряд наемников, прячущийся в трюме корабля, скрытно проникает в город через ливневые стоки. Среди наемников оказывается и принцесса Пэй, предназначенная в наложницы. Пока наемники ведут бои в городе, двойник ведет поединок с Ян Цаном. Сын Ян Цана в бою смертельно ранит принцессу Пэй, свою будущую наложницу, а ей удается убить его. Двойник побеждает в схватке и убивает генерала Ян Цана. Город взят.
Двойник бросается к дому своей матери и обнаруживает что она убита, а в доме организована засада против него самого. Однако подосланных убийц останавливает личный агент Пэй Ляна. Он заявляет, что это Цзы Юй решил избавиться от двойника и послал убийц.
Во дворце царства Пэй празднуют победу и захват города Цзин. Выясняется, что Пэй Лян только изображал капитулянта и сам вынашивал планы возвращения Цзин. Пэй Лян был в курсе замыслов своего полководца и контролировал ход операции. Там же на празднике был разоблачен агент Ян Цана первый министр Пэй, доносивший о трусости и покорности Пэй Ляна. Пэй Лян чествует Цзин Чжоу, двойника полководца Цзы Юя, и открыто предлагает двойнику самому стать военачальником по-настоящему, взять в жены свою возлюбленную и править вместе. А самого Цзы Юя, прячущегося в пещере Пэй Лян, приказывает страже убить.
Но Цзы Юй убивает стражников и, переодевшись в форму стражи, проникает во дворец и смертельно ранит Пэй Ляна. Сам, также тяжело раненый, он разоблачает умирающего Пэй Ляна, заявляя, что тот убил мать двойника, чтобы свалить вину на военачальника. Он также предлагает двойнику взять свою жену в жены и жить дальше. Он предлагает добить умирающего Пэй Ляна, но сам в этот момент пытается коварным ударом двойника убить. Но Цзин Чжоу не покупается на уловку Цзы Юя и убивает его самого, а затем добивает и раненого Пэй Ляна. Он выходит к придворным и объявляет, что правитель убит наемным убийцей, а убийца обезврежен. Жена Цзы Юя бежит разоблачить двойника, но потом останавливается.

## В ролях
| Актёр        | Роль                                 |
| ------------ | ------------------------------------ |
| Дэн Чао      | Цзин Чжоу / Цзы Юй                   |
| Сунь Ли      | Сяо Ай                               |
| Чжэн Кай     | Пэй Лян                              |
| Ван Цяньюань | [капитан] Тянь Чжань                 |
| Ван Цзинчунь | [министр] Лу Янь                     |
| Ху Цзюнь     | [генерал] Ян Цан                     |
| Гуань Сяотун | [принцесса] Цин Пин, сестра Пэй Ляна |
| У Лэй        | Ян Пин, сын Ян Цана                  |

## Награды и номинации
- 2018 — участие в конкурсной программе Лондонского кинофестиваля.
- 2018 — 4 премии «Золотая лошадь»: лучший режиссёр (Чжан Имоу), лучшая работа художника-постановщика (Хорас Ма), лучший грим и костюмы (Чэнь Миньчжэн), лучшие визуальные эффекты (Самсон Син Вунь Вон). Кроме того, лента получила 8 номинаций: лучший фильм, лучший адаптированный сценарий (Ли Вэй, Чжан Имоу), лучший актёр (Дэн Чао), лучшая актриса (Сунь Ли), лучшая операторская работа (Чжао Сяодин), лучшая оригинальная музыка (Лао Цзай), лучшая боевая хореография (Хуэнь Чиу Ку), лучшие звуковые эффекты (Ян Цзян, Чжао Нань).
- 2019 — 4 номинации на премию «Сатурн»: лучший международный фильм, лучший режиссёр (Чжан Имоу), лучшая работа художника-постановщика (Хорас Ма), лучший дизайн костюмов (Чэнь Миньчжэн).
- 2019 — 4 Азиатские кинопремии: лучшая операторская работа (Чжао Сяодин), лучшая работа художника-постановщика (Хорас Ма), лучший дизайн костюмов (Чэнь Миньчжэн), лучший звук (Ян Цзян, Чжао Нань). Кроме того лента получила две номинации: лучший монтаж (Чжоу Сяолинь), лучший композитор (Лао Цзай).
- 2019 — номинация на премию Австралийской киноакадемии за лучший азиатский фильм.
- 2019 — номинация на премию «Золотая лягушка» фестиваля операторского искусства Camerimage (Чжао Сяодин).
- 2019 — две номинации на премию «Золотой петух»: лучшая работа художника-постановщика (Хорас Ма), лучшая операторская работа (Чжао Сяодин).

## Критика
На Rotten Tomatoes рейтинг фильма составил 94 %. Михаил Трофименков иронически окрестил «Тень» первым китайским джалло:

«Вторая половина „Тени“ — оргия, сатанинская пляска колюще-режущих предметов. Мечи и кинжалы пронзают тела насквозь, но, истекая кровью, герои требуют: ещё, ещё, ещё. Не агонизируют, а оргазмируют. Вопрос, кто прав, а кто виноват, и что ты сделал для державы, теряет всякий смысл. Да что там мечи и кинжалы! Армию девушек, вооруженных стальными зонтиками, то рубящими — наподобие мельничных крыльев — супостатам члены, то выпускающими лопасти-стрелы, видеть ещё не приходилось. Принимая во внимание, что зонтики еще и используются как бронетехника III века, Чжан стоит признать инженерным гением и поспешно изолировать, пока его изобретениями не заинтересовался китайский Генштаб.»